# 斯托克波特 (印地安納州)
斯托克波特（英語：Stockport）是位於美國印地安納州特拉華縣的一個非建制地區。該地的面積和人口皆未知。

## 地理
斯托克波特的座標為40°19′15″N 85°27′38″W / 40.32083°N 85.46056°W，而該地的平均海拔高度為272米（即892英尺）。